# Cantonul Melle
Cantonul Melle este un canton din arondismentul Niort, departamentul Deux-Sèvres, regiunea Poitou-Charentes, Franța.

## Comune
| Comune                       | Populație (1999) | Cod poștal | Cod INSEE |
| ---------------------------- | ---------------- | ---------- | --------- |
| Chail                        | 526              | 79500      | 79064     |
| Maisonnay                    | 260              | 79500      | 79164     |
| Mazières-sur-Béronne         | 399              | 79500      | 79173     |
| Melle                        | 3.647            | 79500      | 79174     |
| Paizay-le-Tort               | 471              | 79500      | 79199     |
| Pouffonds                    | 374              | 79500      | 79214     |
| Saint-Génard                 | 350              | 79500      | 79251     |
| Saint-Léger-de-la-Martinière | 971              | 79500      | 79264     |
| Saint-Martin-lès-Melle       | 868              | 79500      | 79279     |
| Saint-Romans-lès-Melle       | 675              | 79500      | 79295     |
| Saint-Vincent-la-Châtre      | 579              | 79500      | 79301     |
| Sompt                        | 300              | 79110      | 79314     |